# The Final Terror
The Final Terror (también conocida como Campsite Massacre, Bump in the Night y The Forest Primeval) es una película estadounidense de terror de 1983 dirigida por Andrew Davis, y protagonizada por Rachel Ward, Daryl Hannah, Adrian Zmed y Joe Pantoliano. Trata sobre un grupo de guardas forestales en el desierto del norte de California que se encuentran luchando por sus vidas contra una asesina cazándolos como presa. Combina elementos de películas de slasher y thrillers de supervivencia.

## Argumento
Una joven pareja pierde el control de su moto y caen al suelo, Jim está malherido, y Lori va a buscar ayuda. Ella encuentra una cabaña abandonada, pero no hay nadie dentro. Ella corre de vuelta hacia Jimmy, encontrándolo muerto colgado boca abajo de un árbol, aterrorizada ella corre de nuevo a la cabina. Mientras corre, ella pisa una trampa llena de objetos punzantes, matándola.
Semanas posteriores, un grupo de campistas llegan al bosque donde ocurrieron los asesinatos. Entre los campistas se encuentran Dennis, Margaret, Windy, Marco, Nathaniel, Boone, Eggar, Vanessa, Mike y Melanie. El grupo hace un claro en el bosque, recogen suministros y pasan la noche alrededor de una fogata. A la mañana siguiente se despiertan temprano, pero Marco y Eggar no se encuentran.

## Reparto
- John Friedrich como Dennis Zorich.
- Rachel Ward como Margaret.
- Daryl Hannah como Windy Morgan.
- Adrian Zmed como Marco Cerone.
- Ernest Harden Jr. como Nathaniel Hines.
- Lewis Smith como Boone.
- Joe Pantoliano como Eggar.
- Akosua Busia como Vanessa.
- Mark Metcalf como Mike.
- Cindy Harrell como Melanie.
- Irene Sanders como Sammie.
- Richard Jacobs como Sr. Morgan
- Donna Pinder como Mrs. Morgan.
- Jim Youngs como Jim.
- Lori Butler como Lori (como Lori Lee Butler).
- Tony Maccario como Madre de Eggar.